# Asse Mediano di Scorrimento
L'Asse Mediano di Scorrimento (AMS) è una strada comunale italiana, è situata a Cagliari ed è la tangenziale del capoluogo sardo.

## Caratteristiche

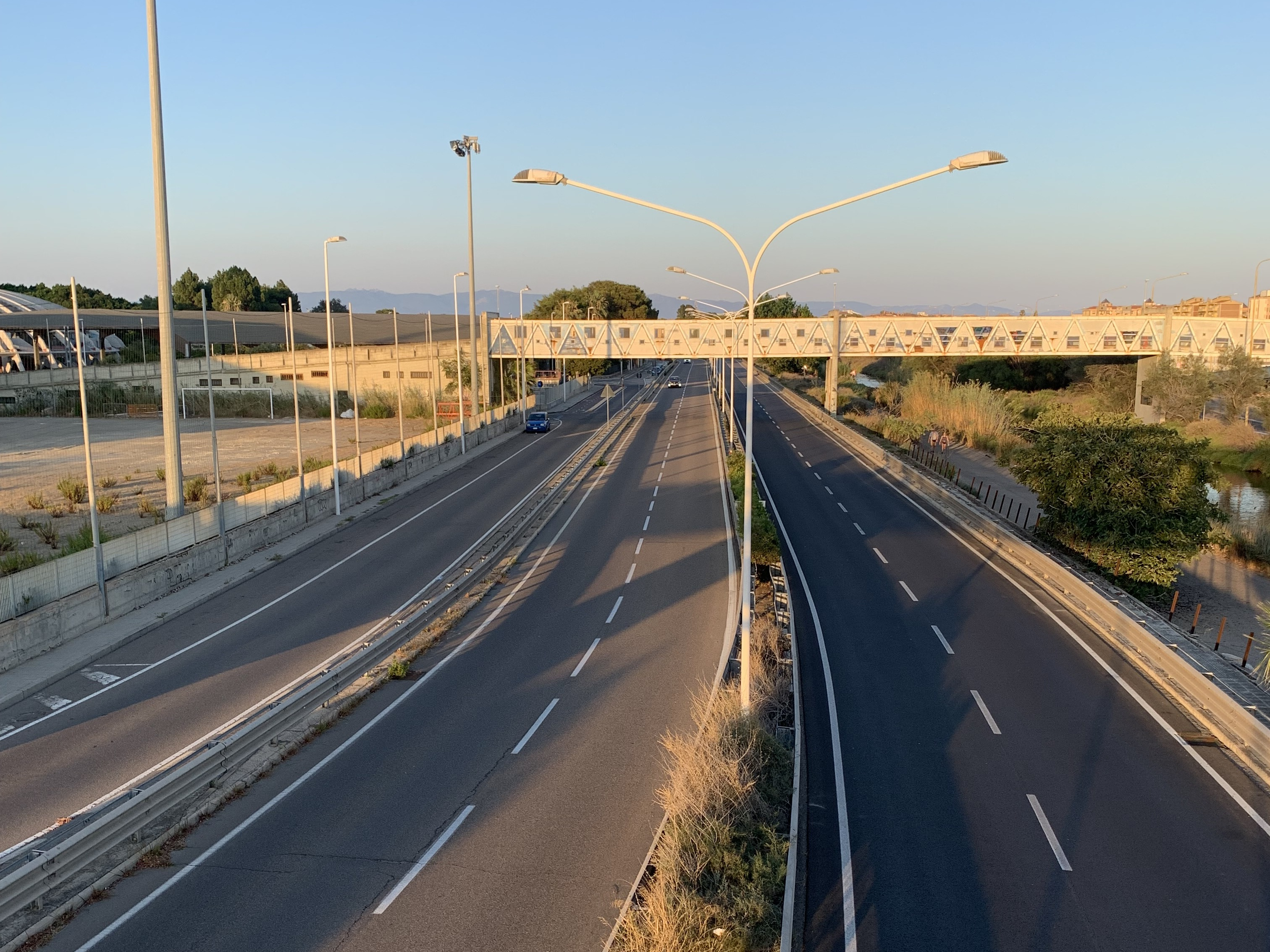
La strada davanti allo stadio Sant'Elia

Si estende per una lunghezza di 10 km, trattandosi di una strada urbana di scorrimento il limite di velocità è di 70 km/h, è poi vietato il transito a pedoni e ciclisti.
Presenta due carreggiate composte da due corsie larghe 3,50 m, per l'intera tratta non sono presenti attraversamenti pedonali ed è una strada con diritto di precedenza.
Tra le vie della città risulta la prima per numero di incidenti stradali ed è soggetta ad un traffico giornaliero medio di oltre 40 000 veicoli.

## Storia

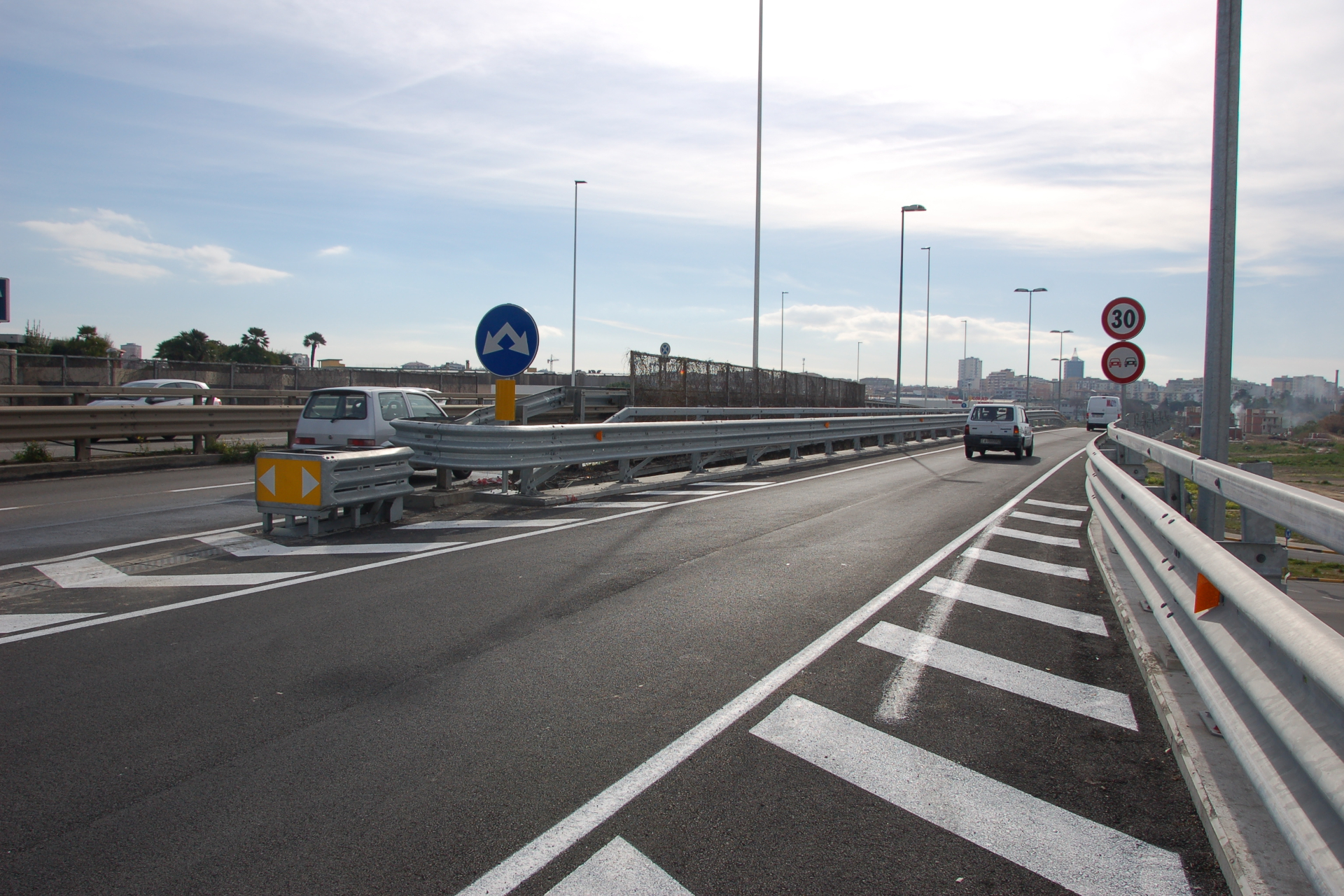
L'uscita su via dei Valenzani

Il piano regolatore redatto dall'archietto Enrico Mandolesi prevedeva la costruzione di tre assi di scorrimento: esterno (corrispondente alla strada statale 554 Cagliaritana), litoraneo (che coincide con la strada statale 195 racc via S. Paolo) e appunto quello mediano, che avrebbe collegato lo stadio Sant'Elia alla strada statale 131 Carlo Felice.
I lavori per la costruzione dell'infrastruttura stradale iniziarono a metà degli anni 1970, tuttavia per la conclusione dell'arteria si dovettero attendere quasi due decenni. I costi per la realizzazione ammontarono ad oltre 39 milioni di €.
L'amministrazione comunale dovette espropriare una parte del terreno facente parte del vecchio Stadio Amsicora per poter procedere con i lavori, demolendo contestualmente parte delle tribune e degli spogliatoi della struttura, spazio sul quale ora trova sede la carreggiata.
È stato aperto al traffico nel 1995 dal primo cittadino Mariano Delogu, seguì poi il 19 dicembre 2006 l'inaugurazione da parte di Emilio Floris dello svincolo tra via Stamira e via Giuseppe Peretti e il 2 febbraio 2017 della rampa su via dei Valenzani.
Il regista Michele Mossa gli ha intitolato un omonimo documentario nel 2010, dedicandolo a due dei quartieri collegati dall'arteria, Nuovo Borgo Sant'Elia e San Michele.

## Percorso

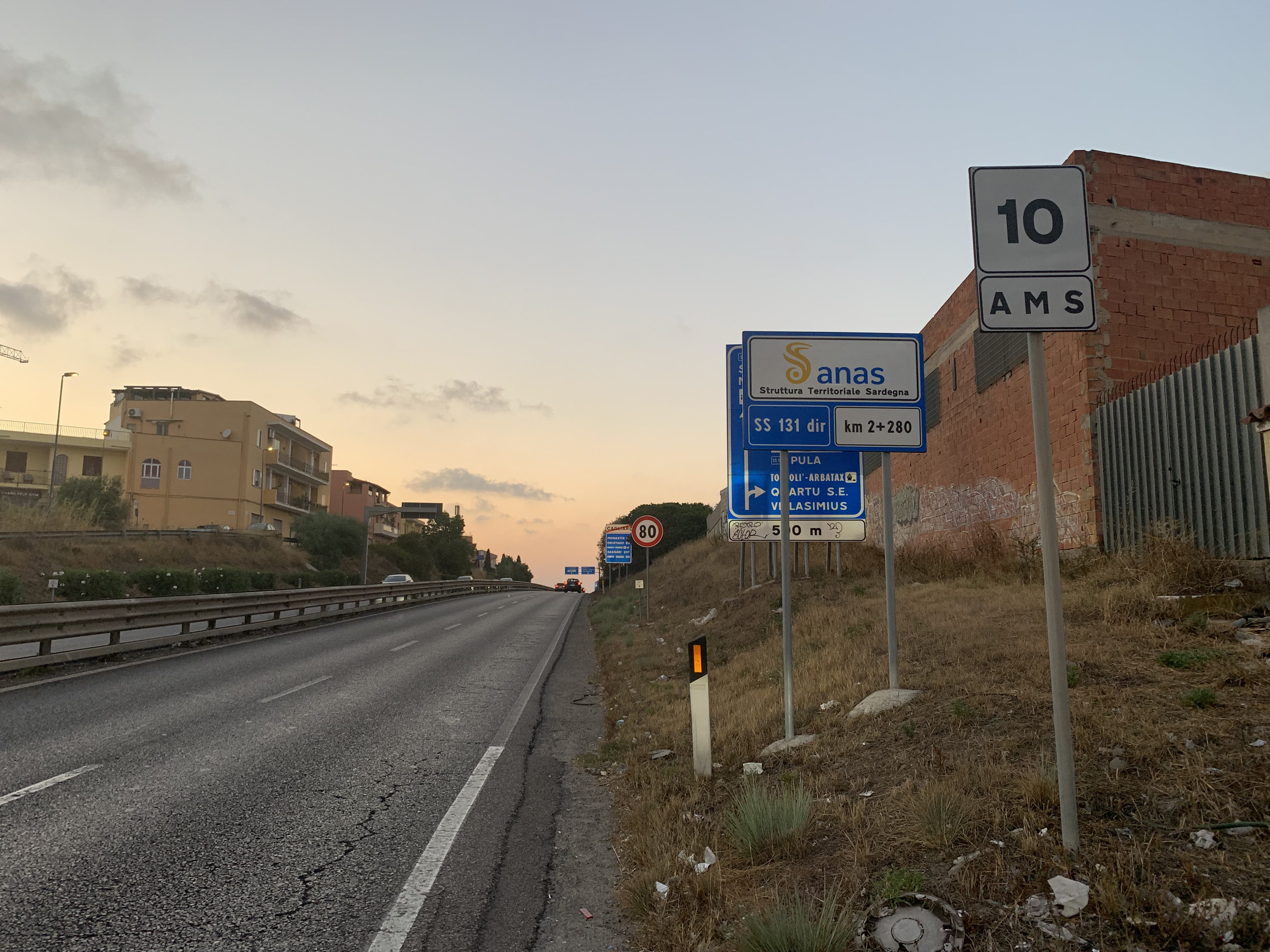
La fine coincidente l'inizio della strada statale 131 dir Carlo Felice

Il chilometro zero è fissato, ma non segnalato, ai piedi del Largo Carlo Felice, nel centro storico cittadino, e poi il tracciato si distende lungo la via Roma, viale Colombo e la prima parte di viale Salvatore Ferrara. Da qui, dallo svincolo all'altezza del Magazzino del Sale (colloqualmente noto come Padiglione Nervi), al chilometro 2,2 inizia la strada urbana di scorrimento propriamente detta. L'arteria costeggia a oriente la città, da sud a nord. Lambendo il Nuovo Borgo Sant'Elia passa tra il colle di Monte Urpinu e il parco naturale regionale Molentargius-Saline. Proseguendo verso nord ovest separa Is Mirrionis da Pirri, e Su Planu da Is Corrias. Confluisce poi, senza soluzione di continuità, nella strada statale 131 dir Carlo Felice.
|      | |      |
| Tipo | Indicazione | km   |
|      | Cagliari (Largo Carlo Felice - via Roma)                                                                                             | 0    |
|      | Cagliari (viale Salvatore Ferrara)                                                                                                   | 2,2  |
|      | Monte Mixi - via John Davison Rockefeller Centro sportivo - PalaPirastu - Pista di pattinaggio - San Bartolomeo - Guardia di Finanza | 3,0  |
|      | La Palma - Sant'Elia Unipol Domus - Poetto - Villasimius                                                                             | 3,1  |
|      | Monte Urpinu - Ospedale Binaghi | 4,3  |
|      | Genneruxi Palazzo di Giustizia - Questura - Vigili del fuoco - Quartu Sant'Elena                                                     | 5,8  |
|      | San Benedetto | 7    |
|      | viale Francesco Ciusa - via Riva Villasanta (Pirri)                                                                                  | 7,9  |
|      | via dei Valenzani - via Diego Cadello - via Santa Maria Chiara (Pirri)                                                               | 8,4  |
|      | via Edward Jenner | 8,7  |
|      | Mulinu Becciu - Azienda ospedaliera "G. Brotzu" - via Stamira (Pirri)                                                                | 9,2  |
|      | Carlo Felice Sassari - Nuoro - Aeroporto di Cagliari-Elmas                                                                           | 10,0 |